# Vitalij Masol
Vitalij Andrijovyč Masol (ukrajinsky: Віталій Андрійович Масол, 14. listopadu 1928, Olyšivka - 21. září 2018, Kyjev) byl sovětský a ukrajinský politik, který sloužil jako vůdce Ukrajiny ve dvou obdobích. V letech 1987 až 1990 byl předsedou Rady ministrů (premiérem) Ukrajinské sovětské socialistické republiky a od 16. června 1994 do 6. března 1995 byl premiérem nezávislé Ukrajiny, ač zůstal komunistou i po roce 1990.

## Život
V roce 1951 promoval na Kyjevském polytechnickém institutu (dnes Národní technická univerzita Ukrajiny), získal titul strojního inženýra. Pracoval pak jako inženýr strojní továrny v Kramatorsku, od roku 1963 byl jejím ředitelem. V roce 1971 mu byl na Ústředním institutu pro techniku a strojírenství v Moskvě udělen titul doktora technických věd, když obhájil práci o únavové pevnosti uhlíkové oceli používané k výrobě lodních šroubů v kramatorském závodě.
Od roku 1956 byl členem Komunistické strany Ukrajiny. V roce 1972 se stal místopředsedou státního plánovacího výboru ("Deržplanu"). Šlo o velmi rychlý a náhlý mocenský postup, obešel obvyklý mezistupeň oblastního administrativního a stranického vedení, patrně v důsledku osobní přízně vůdce ukrajinských komunistů Volodymyra Ščerbyckého. Masol se roku 1979 stal předsedou výboru a zároveň zástupcem předsedy ukrajinské Rady ministrů (vlády). V roce 1986 se stal členem komise pověřené dekontaminací po černobylské katastrofě. Roku 1987 se dostal čela vlády jako "ukrajinský muž perestrojky", ačkoli bylo známo, že perestrojku odmítal, stejně jako Šerbycký. V roce 1988 se stal členem politbyra (nejužšího vedení) Komunistické strany Ukrajiny a roku 1989 členem ústředního výboru Komunistické strany Sovětského svazu. Zůstal ve funkci premiéra do 17. října 1990, kdy byl pod tlakem donucen odstoupit a byl nahrazen Vitoldem Fokinem. K rezignaci byl donucen protesty ukrajinských studentů a hladovkami známými jako Revoluce na žule (Революція на граніті).
Když se ho prezident Leonid Kravčuk rozhodl v roce 1994 znovu povolat do čela vlády, bylo to velké překvapení. Masol zůstal členem komunistické strany a měl nadále image „zastánce státem řízené ekonomiky“. Obvykle to bylo vnímáno jako předvolební ústupek Verchovné radě (parlamentu), jež byla v té době ovládaná komunisty. Masol byl proti většině Kučmových reformních plánů, a to otevřeně. Několikrát mobilizoval parlament proti Kučmovým návrhům. Odstoupil 1. března 1995, ale nadále se účastnil zasedání vlády. Od července 1997 do listopadu 2001 byl jedním z 29 poradců prezidenta Leonida Kučmy. V roce 2013 se účastnil kontroverzního odhalení pamětní desky Volodymyru Ščerbyckému.
Navzdory své komunistické minulosti byl v éře nezávislé Ukrajiny Masol několikrát oceněn, v roce 1997 získal Řád za zásluhy 3. třídy a v roce 2008 1. třídy. Roku 1998 Řád knížete Jaroslava Moudrého 5. třídy a v roce 2003 4. třídy. Nicméně Městská rada v Kyjevě mu odebrala 26. května 2023 titul „Čestný občan města Kyjeva“. Uvedla, že tak učinila v souladu s ukrajinskými dekomunizačními zákony. V té době však byl Masol již pět let po smrti.
Internet Encyclopedia of Ukraine ho hodnotila takto: "Až do konce zarytý komunista. Vždy s averzí k tržní ekonomice a zastánce plánování sovětského stylu. Obviňoval Michaila Gorbačova z rozpadu SSSR a měl zaujatý pohled na ukrajinské prezidenty Viktora Juščenka a Viktora Janukovyče."